# ロマンアルバム
『ロマンアルバム』は、「徳間書店」が1977年から出版しているアニメのムック本シリーズ。朝日ソノラマが出版していた「ファンタスティックコレクション」と合わせてアニメのムック本の草分け的存在といわれている。

## 概要
第一号の「宇宙戦艦ヤマト」は、「テレビランド」増刊として発売された。当時としては珍しい設定資料集の掲載などにより人気となり、売上は約40万部となった。この大ヒットにより1978年に「アニメージュ」が創刊された。「アニメージュ」の創刊後しばらくして、ロマンアルバムも「テレビランド」の増刊から「アニメージュスペシャル」になる。
第一号「宇宙戦艦ヤマト」の大ヒット後、ロマンアルバムは不定期ながら（月1冊ペース）シリーズとして発売されるようになった。当初は過去の作品を取り扱うことが多く、内容も後年のような資料集と言えるほどの濃さではなかったが、No.11「さらば宇宙戦艦ヤマト」は資料の濃さから「ロマンアルバムデラックス」という名称が使われ、さらに資料が充実したNo.35「機動戦士ガンダム」より、「ロマンアルバムエクストラ」という名称が使われるようになった。
他のアニメムック本と比べると、松本零士と富野由悠季、宮崎駿の三者の作品比率が多く、特に「天空の城ラピュタ」以降はほとんどが宮崎駿作品となった。また、No.70「魔女の宅急便」を最後に背表紙からナンバリングが消えた。

## 作品リスト
| NO             | タイトル                                                            | 初版発行日 | 備考 |
| -------------- | ------------------------------------------------------------------- | ---------- | --- |
| 1              | 宇宙戦艦ヤマト                                                      | 1977/9/30  | テレビランド増刊。 |
| 2              | サイボーグ009                                                       | 1977/11/30 | 別冊テレビランド増刊。 |
| 3              | レインボー戦隊ロビン                                                | 1978/1/20  | テレビランド増刊。 |
| 4              | デビルマン                                                          | 1978/2/25  | 別冊テレビランド増刊。 |
| 5              | タイガーマスク                                                      | 1978/3/30  | 別冊テレビランド増刊。 |
| 6              | スーパージェッター                                                  | 1978/4/30  | 別冊テレビランド増刊。 |
| 7              | 鉄腕アトム                                                          | 1978/5/15  | 別冊テレビランド。 |
| 8              | 勇者ライディーン                                                    | 1978/6/10  | 別冊テレビランド増刊。2002年に『ロマンアルバム アニメージュ アーカイブ』として、コンパクトサイズ（A5判）で増補・復刻された。                                                                    |
| 9              | マジンガーZ                                                         | 1978/7/25  | 別冊テレビランド増刊。 |
| 10             | 忍風カムイ外伝                                                      | 1978/8/20  | 別冊テレビランド増刊。 |
| デラックス11   | さらば宇宙戦艦ヤマト 愛の戦士たち                                   | 1978/9/15  | アニメージュ増刊。 |
| 12             | 100万年地球の旅 バンダーブック                                      | 1978/9/30  | 別冊テレビランド。 |
| 13             | あしたのジョー                                                      | 1978/10/30 | アニメージュ増刊。 |
| 14             | 超電磁マシーンボルテスV                                             | 1978/11/30 | アニメージュ増刊。 |
| 15             | UFOロボ グレンダイザー                                              | 1978/12/30 | アニメージュ増刊。 |
| 16             | 超電磁ロボ コンバトラーV                                            | 1979/1/15  | アニメージュ増刊。2002年に『ロマンアルバム アニメージュ アーカイブ』として、コンパクトサイズ（A5判）で増補・復刻された。                                                                        |
| 17             | エイトマン                                                          | 1979/2/28  | アニメージュ増刊。 |
| 18             | 惑星ロボ ダンガードA                                                | 1979/3/30  | アニメージュ増刊。 |
| 19             | アルプスの少女ハイジ                                                | 1979/4/15  | アニメージュ増刊。内容は1979年にTVシリーズを再編集して公開された映画版を扱っている。 |
| 20             | 闘将ダイモス                                                        | 1979/5/30  | アニメージュ増刊。 |
| 21             | 無敵超人ザンボット3                                                 | 1979/6/30  | アニメージュ増刊。 |
| 22             | 宝島                                                                | 1979/7/30  | アニメージュ増刊。 |
| デラックス23   | 海のトリトン                                                        | 1979/9/15  | |
| デラックス24   | 銀河鉄道999 映画版                                                  | 1979/9/30  | アニメージュ スペシャル。 |
| 25             | マリン・エクスプレス                                                | 1979/10/30 | アニメージュ・スペシャル。 |
| 26             | ガンバの冒険                                                        | 1979/11/30 | アニメージュ スペシャル。 |
| 27             | バビル2世                                                           | 1979/12/30 | アニメージュ・スペシャル。テレシート付。 |
| 28             | 大恐竜時代                                                          | 1980/1/5   | アニメージュ スペシャル。 |
| 29             | 無敵鋼人ダイターン3                                                 | 1980/1/25  | アニメージュ スペシャル。 |
| デラックス30   | 宇宙海賊キャプテンハーロック                                        | 1980/2/25  | アニメージュ スペシャル。 |
| デラックス31   | 宇宙戦艦ヤマト2                                                     | 1980/3/30  | アニメージュ スペシャル。副題「保存版 全設定資料」。 |
| 32             | ゲッターロボ&G                                                      | 1980/4/30  | アニメージュ スペシャル。 |
| デラックス33   | 野球狂の詩 北の狼 南の虎                                            | 1980/5/30  | アニメージュ スペシャル。 |
| 34             | 破裏拳ポリマー                                                      | 1980/6/30  | アニメージュ スペシャル。 |
| エクストラ35   | 機動戦士ガンダム                                                    | 1980/7/30  | アニメージュ スペシャル。2003年に復刻版が発行された。 |
| デラックス36   | ヤマトよ永遠に                                                      | 1980/10/20 | アニメージュ スペシャル。 |
| 37             | 宇宙の騎士テッカマン                                                | 1980/11/25 | アニメージュ スペシャル。 |
| デラックス38   | アニメーション紀行 マルコ・ポーロの冒険                             | 1980/12/25 | |
| エクストラ     | 石森章太郎アニメ・ワールド 石森章太郎漫画家生活25周年記念           | 1981/1/25  | |
| デラックス39   | サイボーグ009 超銀河伝説                                            | 1981/1/30  | |
| 40             | キューティーハニー                                                  | 1981/2/25  | 2002年に『ロマンアルバム アニメージュ アーカイブ』として、コンパクトサイズ（A5判）で増補・復刻された。                                                                                          |
| デラックス41   | わんぱく大昔クムクム                                                | 1981/3/30  | |
| エクストラ42   | 機動戦士ガンダム（劇場版）                                          | 1981/5/30  | 2003年に復刻版が発行された。 |
| デラックス43   | 宇宙戦艦ヤマトIII                                                   | 1981/6/30  | |
| エクストラ44   | 劇場版 機動戦士ガンダムII 哀 戦士編                                 | 1981/9/1   | 2003年に復刻版が発行された。 |
| デラックス45   | さよなら銀河鉄道999 アンドロメダ終着駅                              | 1981/9/30  | |
| エクストラ46   | 未来少年コナン                                                      | 1981/11/25 | ISBN 4-19-720153-2。 |
| デラックス47   | 宇宙戦士バルディオス                                                | 1982/1/25  | |
| プラモ編       | アニメ・プラモ・マニュアル                                          | 1982/2/20  | 中綴じ。 |
| エクストラ48   | 伝説巨神イデオン TV SERIES                                          | 1982/4/20  | |
| エクストラ49   | 1000年女王                                                          | 1982/5/10  | |
| エクストラ50   | 機動戦士ガンダムIII めぐりあい 宇宙編                               | 1982/5/25  | 2003年に復刻版が発行された。 |
| プラモ編       | アニメ・プラモ・マニュアルII                                        | 1982/7/30  | 中綴じ。 |
| エクストラ51   | 伝説巨神イデオン 接触篇・発動篇                                     | 1982/8/15  | |
| エクストラ52   | わが青春のアルカディア                                              | 1982/9/15  | |
| エクセレント53 | 宇宙戦艦ヤマト PERFECT MANUAL1                                      | 1983/1/5   | 『宇宙戦艦ヤマト』『さらば宇宙戦艦ヤマト 愛の戦士たち』『宇宙戦艦ヤマト2』を扱っている。 |
| エクセレント54 | 宇宙戦艦ヤマト PERFECT MANUAL2                                      | 1983/1/30  | 『宇宙戦艦ヤマト 新たなる旅立ち』『ヤマトよ永遠に』『宇宙戦艦ヤマトIII』を扱っている。 |
| エクセレント55 | 六神合体ゴッドマーズ                                                | 1983/3/5   | |
| エクストラ56   | 宇宙戦艦ヤマト完結編                                                | 1983/5/30  | |
| エクストラ57   | 戦闘メカ ザブングル                                                 | 1983/7/25  | 表紙には「TV Series」との表記がある。 |
| エクストラ58   | 魔法のプリンセス ミンキーモモ                                       | 1983/10/25 | |
| デラックス59   | 銀河旋風ブライガー                                                  | 1984/1/15  | |
| エクセレント60 | 太陽の王子 ホルスの大冒険                                           | 1984/3/20  | ISBN 4-19-720154-0。 |
| エクストラ61   | 風の谷のナウシカ                                                    | 1984/5/1   | ISBN 978-4-19-720155-6(ISBN 4-19-720155-9)。 |
| エクストラ62   | 聖戦士ダンバイン                                                    | 1984/6/1   | |
| スペシャル     | 美樹本晴彦イラストレーションズ 季節のしおり                         | 1984/6/30  | |
| エクストラ63   | 装甲騎兵ボトムズ                                                    | 1984/9/15  | |
| デラックス64   | 銀河烈風バクシンガー                                                | 1984/11/30 | |
| スペシャル     | 安彦良和イラストレーションズ                                        | 1985/2/20  | |
| デラックス65   | 戦国魔神ゴーショーグン時の異邦人                                    | 1985/6/30  | |
| デラックス66   | アリオン                                                            | 1986/5/10  | |
| デラックス67   | 蒼き流星SPTレイズナー                                               | 1986/9/1   | |
| エクストラ68   | 天空の城ラピュタ                                                    | 1986/10/15 | ISBN 978-4-19-720156-3,ISBN 4-19-720156-7。 |
| エクストラ69   | となりのトトロ                                                      | 1988/6/30  | ISBN 978-4-19-720157-0,ISBN 4-19-720157-5。 |
| エクストラ70   | 魔女の宅急便 メモリアル コレクション                                | 1989/10/15 | ISBN 4-19-729100-0(ISBN 978-4-19-720158-7,ISBN 4-19-720158-3)。 |
| ミニ           | 機動戦士ガンダムF91                                                 | 1991/5/10  | 正規の刊行物ではなく、月刊『アニメージュ』1991年5月号の別冊付録。 |
|                | ふしぎの海のナディア                                                | 1991/7/30  | ISBN 4-19-721070-1。アニメージュ編集部・編。 |
|                | おもひでぽろぽろ                                                    | 1991/11/30 | ISBN 4-19-721110-4（2刷より「ジブリ・ロマンアルバム」 2001/7/10 、ISBN 4-19-720159-1）。アニメージュ編集部・編。                                                                                |
|                | 紅の豚                                                              | 1992/11/1  | 初版はISBNコードなし(ISBN 978-4-19-720160-0,ISBN 4-19-720160-5) 。アニメージュ編集部・編。 |
|                | 銀河英雄伝説                                                        | 1992/12/30 | ISBNコードなし。アニメージュ編集部・編。 |
|                | 魔法のプリンセス ミンキーモモ                                       | 1993/6/30  | ISBNコードなし。『魔法のプリンセス ミンキーモモ』第2作の特集本。アニメージュ編集部・編。 |
| エクストラ     | 海がきこえるフィルムBOOK                                            | 1993/7/25  | ISBNコードなし。 |
|                | ヤダモン                                                            | 1993/10/30 | ISBNコードなし。アニメージュ編集部・編。 |
|                | 映画「ストリートファイターII」華麗なる春麗の世界                    | 1994/11/15 | ISBNコードなし。アニメージュ編集部・編。映画に登場するヒロイン・春麗をメインに据えた特集本。 |
| エクストラ     | 機動武闘伝Gガンダム テクニカルマニュアル 奥義大全                   | 1994/12/30 | ISBNコードなし。岸川靖・編。通常のロマンアルバムと異なるコンパクトサイズ（B6判）。 |
|                | 平成狸合戦ぽんぽこ                                                  |            | [ 要文献特定詳細情報 ] |
|                | 銀河英雄伝説画集 英雄たちの肖像                                     | 1995/5/20  | 道原かつみ画。ISBNコードなし。 |
| エクストラ     | 機動武闘伝Gガンダム テクニカルマニュアルVOL.2 最終奥義              | 1995/7/30  | ISBNコードなし。岸川靖・編。通常のロマンアルバムと異なるコンパクトサイズ（B6判）。 |
|                | 耳をすませば                                                        | 1995/8/25  | 副題「アニメージュ特別編集ガイドブック」。中綴じ。 |
|                | TOUCH! -BLUE SEED 藤宮紅葉写真集-                                   | 1995/8/30  | ISBNコードなし。アニメージュ編集部・編。『BLUE SEED』のヒロイン・藤宮紅葉にフォーカスした構成だが、設定資料やエピソードガイドなど、従来のロマンアルバムと同様の内容も掲載されている。           |
| エクストラ     | MISS MACROSS7 ミス マクロス7                                        | 1995/9/25  | ISBNコードなし。アニメージュ編集部・編。『マクロス7』のヒロイン・ミレーヌを中心に、女性キャラクターにフォーカスした内容で構成されている。通常のロマンアルバムと異なるコンパクトサイズ（B6判）。 |
|                | FIRE BOMBER 公式プログラム in マクロス7                             | 1995/10/30 | ISBNコードなし。アニメージュ編集部・編。『マクロス7』に登場するバンド“FIRE BOMBER”にフォーカスした構成であり、楽譜なども多数掲載されている。                                                    |
|                | FIVE G BOYS-新機動戦記ガンダムW-                                    | 1995/11/20 | ISBNコードなし。アニメージュ編集部・編。 |
|                | 攻殻機動隊 PERSONA 押井守の世界                                     | 1996/1/15  | ISBNコードなし。アニメージュ編集部・編。2004年に『イノセンス 押井守の世界』に改題した増補改訂版が発行。                                                                                         |
|                | 神秘の世界エルハザード 公式ツアーガイド ÉTRANGER                    | 1996/5/25  | ISBNコードなし。アニメージュ編集部・編。 |
|                | 天空のエスカフローネ メモリアルコレクション                         | 1997/1/5   | ISBN 4-19-720009-9。アニメージュ編集部・編。 |
|                | ガルフォース ザ・レボリューション                                   | 1997/4/1   | ISBN 4-19-720013-7。 |
| エクストラ     | 魔法使いTai!キャラクターファイル                                    | 1997/10/1  | ISBN 4-19-720022-6。アニメージュ編集部・編。通常のロマンアルバムと異なるコンパクトサイズ（B6判）。                                                                                              |
|                | もののけ姫                                                          | 1997/11/1  | ISBN 4-19-720026-9。アニメージュ編集部・編。 |
|                | バトルアスリーテス大運動会 アスリーテス白書                         | 1998/6/1   | ISBN 4-19-720041-2。アニメージュ編集部・編。 |
|                | アニメージュスペシャル 宮崎駿と庵野秀明                             | 1998/6/10  | ISBN 4-19-720046-3。 |
|                | ホーホケキョとなりの山田くん                                        | 1999/10/10 | ISBN 978-4-19-720088-7（初版）,ISBN 4-19-720088-9。 |
|                | 無限のリヴァイアス                                                  | 2000/5/1   | ISBN 4-19-720110-9。 |
|                | TRIGUN ART BOOK                                                     | 1999/8/20  | ISBN 4-19-720087-0。 |
|                | GHIBLI ジブリ                                                       | 2000/5/20  | ISBN 4-19-720117-6。スタジオジブリ責任編集。アメリカやフランスなどの海外に『もののけ姫』がどう受け止められたか、という分析・評論本。中綴じ。                                                    |
|                | ダイナソー                                                          | 2001/1/1   | ISBN 4-19-720138-9。ディズニー映画『ダイナソー』を中心にした、恐竜の紹介・特集本。中綴じ。 |
|                | サクラ大戦 TV                                                       | 2001/1/20  | ISBN 4-19-720137-0。 |
|                | 千と千尋の神隠し                                                    | 2001/9/10  | ISBN 4-19-720169-9。 |
|                | 猫の恩返し                                                          | 2002/9/10  | ISBN 4-19-720213-X(ISBN 978-4-19-720213-3)。 |
|                | 機動戦士ガンダムSEED [ストライク編]                                 | 2003/9/1   | ISBN 4-19-720226-1。 |
|                | 機動戦士ガンダムSEED [フリーダム編]                                 | 2004/1/30  | ISBN 4-19-720228-8。 |
|                | 天使のたまご絵コンテ集 押井守                                       | 2004/3/10  | ISBN 4-19-720230-X。もともとは1985年にアニメージュ増刊として発行されていたが、2004年にロマンアルバムとして、2013年には出版社を代えて（押井守の最新インタビューを追加収録）復刻されている。      |
|                | イノセンス 押井守の世界 PERSONA増補改訂版                           | 2004/3/10  | ISBN 4-19-720229-6。アニメージュ編集部・編。1996年発行の『攻殻機動隊 PERSONA 押井守の世界』 に新規編集ページを増補した復刻版。                                                                  |
|                | イノセンス                                                          | 2004/5/10  | ISBN 4-19-720232-6。アニメージュ編集部・編。 |
|                | 2501〜イノセンス 絵コンテ集 [押井守]                                | 2004/6/1   | ISBN 4-19-720233-4。フィギュア付。 |
|                | ハウルの動く城                                                      | 2005/1/20  | ISBN 978-4-19-720237-9。 |
|                | サムライチャンプルー                                                | 2005/6/6   | ISBN 4-19-720238-5。2014年に復刊ドットコムより復刻されている。 |
|                | 機動戦士ガンダムSEED DESTINY [インパルス編]                         | 2005/8/1   | ISBN 4-19-720239-3。 |
|                | 平井久司画集(1)                                                     | 2006/2/1   | ISBN 4-19-720240-7。 |
|                | 機動戦士ガンダムSEED DESTINY [デスティニー編]                       | 2006/3/20  | ISBN 4-19-720243-1。 |
| ミニ           | 平井久司画集-Animage Version-                                       | 2006/6/10  | 正規の刊行物ではなく、『アニメージュ』2006年6月号の別冊付録。 |
|                | 平井久司画集(2)                                                     | 2006/12/1  | ISBN 4-19-720246-6。 |
|                | ゲド戦記                                                            | 2006/9/1   | ISBN 4-19-720248-2。 |
|                | 電脳コイル                                                          | 2008/4/1   | ISBN 978-4-19-720253-9。 |
|                | 電脳コイル ビジュアルコレクション                                   | 2008/9/1   | ISBN 978-4-19-720256-0。2014年に復刊ドットコムより復刻されている。 |
|                | 崖の上のポニョ                                                      | 2008/10/1  | ISBN 978-4-19-720257-7。 |
|                | アニメージュ オリジナル vol.1                                       | 2008/9/1   | 二大特集 『機動戦士ガンダム00』、『マクロスF』。 |
|                | アニメージュ オリジナル vol.2                                       | 2008/12/3  | 特集 美少女アニメの今、そして未来。 |
|                | 銀河英雄伝説 COMPLETE GUIDE                                         | 2009/5/1   | ISBN 978-4-19-720262-1。2015年に復刊ドットコムより復刻されている。 |
|                | アニメージュ オリジナル vol.3                                       | 2009/6/1   | 特集 ロボットとアニメ |
|                | アニメージュ オリジナル vol.4                                       | 2009/9/1   | 特集 サマーウォーズ／アニメと夏の特集 |
|                | アニメージュ オリジナル vol.5                                       | 2009/10/31 | 特集 金田伊功 |
|                | 劇場版マクロスF〜イツワリノウタヒメ〜                               | 2010/2/10  | ISBN 978-4-19-720288-1。 |
|                | EMANON さすらいエマノン 〈Episode1〉                                | 2010/4/1   | 梶尾真治、鶴田謙二著。ISBN 978-4-19-720295-9。オールカラー。イラスト、および漫画の第1 - 8話収録。                                                                                               |
|                | 借りぐらしのアリエッティ                                            | 2010/9/1   | ISBN 978-4-19-720310-9。 |
|                | 『月刊アニメージュ』の特集記事で見る スタジオジブリの軌跡 1984-2011 | 2011/4/1   | ISBN 978-4-19-720326-0。 |
|                | 三鷹の森ジブリ美術館ファンブック                                    | 2011/8/1   | ISBN 978-4-19-720332-1。表紙や背表紙のタイトルには、“迷子になろうよ、いっしょに。”との冠が付いている。                                                                                          |
|                | コクリコ坂から                                                      | 2011/9/1   | ISBN 978-4-19-720334-5。 |
|                | 平井久司画集(3)                                                     | 2012/9/15  | ISBN 978-4-19-720353-6。 |
| エクストラ     | 風立ちぬ                                                            | 2013/10/15 | ISBN 978-4-19-720374-1。 |
|                | 魔女っこ姉妹のヨヨとネネ                                            | 2014/2/15  | ISBN 978-4-19-720382-6。 |
| エクストラ     | かぐや姫の物語                                                      | 2014/3/1   | ISBN 978-4-19-720381-9。アニメージュ編集部・編。 |
|                | 思い出のマーニー                                                    | 2014/9/5   | ISBN 978-4-19-720396-3。 |
|                | シティハンター完全読本                                              | 2015/8/10  | ISBN 978-4-19-720429-8。中綴じ。 |
|                | エンジェル・ハート完全読本                                          | 2016/4/15  | ISBN 978-4-19-720445-8。中綴じ。 |
|                | アーヤと魔女                                                        | 2021/1/15  | ISBN 978-4-19-720495-3。 |

※『三鷹の森ジブリ美術館GUIDE BOOK』には“TOKUMA MOOK”という表記に代わって、“ROMAN ALBUM”となっているものがある。
※ジブリ作品の「GUIDE BOOK」や「絵コンテ集」の中には“ロマンアルバム”の名が冠されているもの、もしくは“ロマンアルバム特別編集”と表記されているものが多数ある。
※安彦良和・著の漫画単行本（B5判）『アリオン 天涯編』の初版には、“ロマンアルバム特別編集”と表記されている（その再販にあたる新装版では“アニメージュコミックスデラックス”に表記が差し替えられている）。他に“ロマンアルバム特別編集”と銘打ったものに、『太田貴子完全攻略本』がある。
※『アニメ・ソング・ヒット全集』では第1 - 3集には“アニメージュ増刊”、第4 - 6集と『テレビ・映画 特撮ヒットソング全集』第1、2集には“ロマンアルバム増刊”と表記されている。
※ロマンアルバム増刊として、他に『サンダーバード』がある。